# Tiefengeothermie Kirchweidach
Die Tiefengeothermie Kirchweidach ist eine Initiative zur Nutzung geothermischer Energie in der oberbayerischen Gemeinde Kirchweidach. Die Anlage liefert Fernwärme für 200 Haushalte und ein Gewächshaus eines landwirtschaftlichen Großbetriebs. Realisiert wurde das Projekt von der FG Geothermie GmbH aus Regensburg mit Unterstützung der Gemeinde Kirchweidach sowie der eigens gegründeten Kirchweidacher Energie GmbH (KiwE). Im Mai 2015 wurde die Gewächshausanlage von der bayerischen Energieministerin Ilse Aigner eröffnet.

## Hintergrund

### Geologie
In Deutschland gilt der Voralpenbereich neben dem Rheingraben und dem Norddeutschen Becken zu den am besten geeigneten Regionen für Geothermie. In Bayern gibt es mehrere Pilotprojekte, beispielsweise in Unterhaching und Grünwald.
Basierend auf den Ergebnissen der Öl- und Gasexploration in der Umgebung von Kirchweidach aus den 1950er und 1960er Jahren wurde angenommen, dass sich in einer Tiefe von 3.000 bis 4.000 Metern heißes Thermalwasser befindet. Seismische Untersuchungen bestätigten dies 2011. Im gleichen Jahr startete das Projekt, um die Eignung der gesamten Region für die Geothermietechnologie zu belegen.

### Energiewirtschaftliche Rahmenbedingungen
Ziel des Projektes ist die Nutzung der Geothermie als unerschöpfliche und damit nachhaltige Energiequelle. In Kirchweidach wird bis 2014 überwiegend mit den fossilen Energieträgern Heizöl, Flüssiggas oder mit Holz geheizt. Durch die Wärmeversorgung mittels der grundlastfähigen Erdwärme wird eine regionale erneuerbare Energiequelle genutzt, um die Gemeinde umweltfreundlich und klimaschonend mit Wärme zu versorgen.

## Geschichte
| Mai 2011          | 1. Bohrung mit 3.800 m Tiefe und 4.900 m Länge, Temperatur ca. 125 °C                                              |
| Dezember 2011     | Injektionsbohrung bei 3.850 m Tiefe und 5.130 m Länge                                                              |
| 1. August 2013    | Beginn der ersten Projektphase                                                                                     |
| 7. November 2013  | Bürgerversammlung mit der Vorstellung der Planungen zur Fernwärmeversorgung                                        |
| 21. Dezember 2013 | Beginn der Inbetriebnahme der Fördereinrichtung der KiwE und der Versorgung des Gewächshausbetriebes               |
| 17. Februar 2014  | Beginn der Pflanzung von 5,6 ha Paprika und 6 ha Tomaten                                                           |
| Mai 2014          | Inbetriebnahme der zusätzlichen Wärmelieferung aus der Abwärme einer benachbarten Biogasanlage                     |
| August 2014       | Baubeginn des Bauabschnitts I des Fernwärmenetzes                                                                  |
| Januar 2015       | Inbetriebnahme des Bauabschnitts I des Fernwärmenetzes                                                             |
| Februar 2015      | Baubeginn des Bauabschnitts II des Fernwärmenetzes                                                                 |
| 27. April 2015    | Auszeichnung mit dem Special Award des Global District Energy Climate Award in Tallinn, Estland                    |
| 8. Mai 2015       | Einweihung des Fernwärmenetzes und Spatenstich zur ersten Erweiterung des Gewächshauses                            |
| Dezember 2015     | Inbetriebnahme der Erweiterung des Gewächshauses auf 20 ha                                                         |
| Februar 2016      | Anlagenerweiterung durch den Einbau einer größeren Unterwassermotorpumpe und größerer Wärmetauscher                |
| September 2019    | FG-Gruppe übernimmt den Hauptbetriebsplan für Kirchweidach, plant das Kraftwerk und bereitet Baugenehmigung vor    |
| Oktober 2019      | FG-Gruppe verbaut neue Pumpe und errichtet Thermalwasserkreislauf                                                  |
| Februar 2020      | FG-Gruppe reicht umfangreichen Bauantrag ein mit einer Gesamtkapazität von über 4 MW elektrischer Leistung         |
| März 2020         | Gemeinderat Kirchweidach genehmigt Bauantrag – FG Gruppe startet Wärmelieferung für die Gemeinde und den Gemüsebau |

## Verfahren
In Kirchweidach wird das Verfahren der hydrothermalen Geothermie angewendet. In einer Tiefe von ca. 3.500 bis 4.000 Metern unter der Gemeinde Kirchweidach befindet sich der Malmkarst, eine wasserführende Gesteinsschicht (Aquifer). Zur Nutzung des tiefgelegenen Thermalwassers wurde eine Dublettenbohrung durchgeführt: Ein Bohrloch wird zur Förderung des Thermalwassers genutzt, während ein anderes zur Rückführung in die gleiche Gesteinsschicht dient. Die Wärme wird über geschlossene Plattenwärmetauscher aus dem heißen Thermalwasser entnommen.
Im ersten Projektschritt wurden ca. 56 l/s Thermalwasser bei bis zu 125 °C gefördert. Dies diente der Versorgung des größten Kunden, eines Gemüseanbaubetriebs, sowie des lokalen Netzes. Im zweiten Projektabschnitt ist geplant, die Förderung auf ca. 125 l/s Thermalwasser bei 125 °C zu erweitern, um zusätzlich ein Geothermiekraftwerk zur Stromerzeugung zu betreiben.

## Nutzung der Fernwärme

### Fernwärmenetz
Das Fernwärmenetz im Gemeindegebiet wurde in zwei Bauabschnitten errichtet. 2014 verlegte man zunächst ca. 12,6 Trassenkilometer Fernwärmeleitungen. Das Fernwärmewasser wird über einen Wärmetauscher vom Thermalwasser erwärmt. Geothermie deckt die Grundlast, während in Ausfallzeiten zwei erdgasbefeuerte Reserveheißwassererzeuger und ein Wärmespeicher die Versorgung sicherstellen.
In Kirchweidach wurden bisher 400 Haushalte mit einer installierten Gesamtleistung von ca. 12 MW angeschlossen.
Unter Berücksichtigung der Witterung und diverser Gleichzeitigkeitsfaktoren muss ca. 5,1 MW thermische Leistung verfügbar sein.
| Temperatur Thermalwasser                                  | ca. 120 °C |
| Wärmeleistung Thermalwasser für Fernwärmenetz             | ca. 5 MW   |
| Vorlauftemperatur Fernwärmenetz (außentemperaturabhängig) | max. 90 °C |
| Rücklauftemperatur Fernwärmenetz                          | ca. 60 °C  |

### Gemüsebau
Der bisher größte Kunde des Fernwärmenetzes, eine Gemüsebaufirma, beheizt seine Gewächshäuser mit Wärme aus Tiefengeothermie. Der prognostizierte Wärmebedarf der Gewächshausanlage wird bis auf technische Ausfallzeiten komplett durch Geothermie gedeckt. In den Gewächshäusern werden Tomaten, Paprika und Erdbeeren angepflanzt. Laut Betreiberangaben spart der Betrieb im Vergleich zum konventionellen Anbau mehr als 6,5 Mio. Liter Heizöl und 21,5 Mio. kg CO2 ein. Zusätzlich werden über 1,4 Mio. LKW-Kilometer eingespart.

## Weitere Informationen und Besonderheiten in der Projektumsetzung
Die KiwE rechnet mit einem Investitionsvolumen von bis zu 13 Mio. Euro für die Thermalwasserförderung und das Fernwärmenetz.
Das Fernwärmeprojekt der Gemeinde wird mit Fördermitteln aus dem Marktanreizprogramm der Bundesrepublik Deutschland in Form von Tilgungszuschüssen und Zuschüssen aus dem „Programm zum verstärkten Ausbau von Tiefengeothermie-Wärmenetzen“ des Bayerischen Staatsministeriums für Wirtschaft, Medien, Energie und Technologie über die LfA Förderbank Bayern mit einem Gesamtvolumen von über zwei Mio. Euro gefördert. Im Jahr 2015 wurde eine größere Unterwassermotorpumpe erworben und die Anlage damit erweitert. Diese Arbeiten wurden mit einem Tilgungszuschuss aus dem KfW-Programm Erneuerbare Energien „Premium Tiefengeothermie“ gefördert.
Für die Ausschreibung der Planung des Fernwärmenetzes und der Errichtung des Fernwärmenetzes inklusive Hydraulik, Wärmetauscherstation, EMSR-Technik und der Hausübergabestationen wurden drei EU-weite Vergabeverfahren durchgeführt.
Für die zweite Projektphase wurde ein gleitender Preis für das Thermalwasser vereinbart, der sich an den Opportunitätskosten durch die entgangenen Stromeinnahmen beim Lieferanten orientiert. Der Preis ändert sich somit je nach Außentemperatur und dem durch die Fernwärme entnommenen Volumen. Die eigentliche Festlegung der Preise für diese Phase erfolgte erst nach den Probeläufen der Anlage. Die Tarifgestaltung wurde auf dem Praxisforum Geothermie.Bayern unter dem Titel Chancen und Risiken eines Wärmebezugsvertrags in der Praxis vorgestellt.
Die Preisgleitklauseln für den Wärmebezug aus Tiefengeothermie und Fernwärme sind sehr stabil. Die Preise für die Endkunden sind zu 60 bis 75 % fixiert und an die Entwicklung der weiteren Investitionskosten gebunden, während sich 5 % an den Strom- und Biogaskosten orientieren. Auf einen Einbezug der Kostenentwicklung von Heizöl oder Gas wurde hierbei verzichtet.
Der Wärmevertrag, der in Branchen Medien als innovativ bezeichnet wurde, ist seit dem März 2020 im Einverständnis der Vertragsparteien Gemeinde Kirchweidach – KiwE und FG Gruppe aufgehoben worden. Hintergrund ist ein jahrelanger Streit über die Konditionen des Vertrages.

## Auszeichnungen
Am 27. April 2015 wurde das Projekt in Tallinn durch den Europäischen Fernwärmeverband mit dem Global District Energy Climate Award in der Kategorie Special Award ausgezeichnet.